# Gửi thời thanh xuân ngây thơ tươi đẹp
Gửi thời thanh xuân ngây thơ tươi đẹp (tiếng Trung Quốc giản thể: 致我们单纯的小美好, tiếng Anh: A Love So Beautiful), hay còn được gọi là Gửi thời đẹp đẽ đơn thuần của chúng ta, là một bộ phim được chuyển thể từ tiểu thuyết ngôn tình nổi tiếng cùng tên của nhà văn Triệu Kiền Kiền. Phim được ra mắt khán giả Trung Quốc từ ngày 9 tháng 11 năm 2017 trên Tencent. Ở Việt Nam, DANET mua bản quyền và phát sóng chính thức.

## Nội dung
Câu chuyện kể về cô nàng hậu đậu Trần Tiểu Hy (Thẩm Nguyệt) và anh chàng lạnh lùng Giang Thần (Hồ Nhất Thiên), từ thanh mai trúc mã đến khi lỡ lạc mất nhau rồi lại tìm thấy nhau giữa dòng đời,
Trần Tiểu Hy là một cô gái ngốc nghếch, ngây thơ nhưng rất mạnh mẽ, tự tin khi theo đuổi cậu bạn thanh mai trúc mã đồng thời là hàng xóm của cô. Dù đối tượng trong mộng là Giang Thần, một chàng trai hoàn hảo từ ngoại hình tới học vấn nhưng lạnh lùng, luôn phũ phàng từ chối thì Tiểu Hy vẫn tìm mọi cách đeo bám và gây chú ý với đối phương.
Cuối cùng, một Giang Thần lạnh lùng cũng phải xiêu lòng trước Tiểu Hy đáng yêu, tinh nghịch. Tuy nhiên, tình yêu của cặp đôi trẻ chưa nếm đủ ngọt ngào thì sóng gió đã ập đến. Trong cùng một ngày, Tiểu Hy đã một mình đi tìm nhà trọ nhưng lại bị tên môi giới giở trò, còn Giang Thần thì thực hiện ca mổ nguy hiểm nhưng chuyện không may đã xảy ra. Trong lúc nóng giận, hai người quyết định chia tay. Giang Thần sau đó bỏ đi lên Bắc Kinh thực tập, đâu biết Tiểu Hy mắt hai hàng lệ đang tìm anh ở sân bay. 
Ba năm sau, Giang Thần trở về. Ba của Tiểu Hy lúc này đang bị thương, tình cờ lại nằm đúng bệnh viện nơi Giang Thần làm việc nên hai người đã gặp lại nhau. Từ đây, hai người cùng nhau viết tiếp câu chuyện tình yêu còn dang dở.

## Diễn viên
| Diễn viên          | Nhân vật      | Giới thiệu |
| ------------------ | ------------- | --- |
| Hồ Nhất Thiên      | Giang Thần    | Đẹp trai, tài năng, học giỏi, IQ 200, nhưng lại vô cùng lạnh lùng. Luôn thể hiện không hề quan tâm đến Trần Tiểu Hy, nhưng lại luôn âm thầm bảo vệ, che chở, giải quyết rắc rối cho cô. Hiện tại là bác sĩ.                            |
| Thẩm Nguyệt        | Trần Tiểu Hi  | Đáng yêu, lanh lợi, hoạt bát, ngây thơ nhưng rất ngốc nghếch, hậu đậu, học không giỏi, thích suy nghĩ lung tung, lại hay gây rắc rối cho người khác. Luôn bám theo Giang Thần mọi lúc mọi nơi. Sau khi tốt nghiệp là một họa sĩ manga. |
| Cao Chí Đình       | Ngô Bách Tùng | Thầm thích Trần Tiểu Hy, quan tâm cô hết mực. Là vận động viên bơi lội. |
| Vương Tử Vy        | Lâm Tĩnh Hiểu | Bạn thân của Trần Tiểu Hy, thông minh, xinh đẹp, lại học giỏi, có cá tính. Kết giao "tình huynh đệ" với Ngô Bách Tùng. Thích nghiên cứu thiên văn học.                                                                                 |
| Tôn Ninh           | Lục Dương     | Dễ thương nhưng rất yếu đuối và ngốc nghếch. Thích Lâm Tĩnh Hiểu, bình thường khá nhút nhát, vậy nhưng chỉ cần là việc liên quan Lâm Tĩnh Hiểu lại trở nên vô cùng bạo gan.                                                            |
| Trương Hà Hạo Trân | Lý Thúc       | Được học sinh trường Thần Hy gọi là "Lý Thái y", là người Lâm Tĩnh Hiểu thầm thích thời cao trung. |
| Lữ Diễm            | Lý Vy         | Xinh đẹp, học giỏi. Thầm mến mộ Giang Thần. |

## Nhạc phim
| STT | Nhan đề                                                  | Phổ lời      | Phổ nhạc     | Trình bày     | Thời lượng |
| --- | -------------------------------------------------------- | ------------ | ------------ | ------------- | ---------- |
| 1.  | "Tớ thích cậu đến nhường nào, cậu sẽ biết thôi" (Mở đầu) | Dương Khải Y | Dương Khải Y | Vương Tuấn Kỳ | 03:22      |
| 2.  | "Như là mơ" (Nhạc kết)                                   | Dương Khải Y | Dương Khải Y | Hồ Nhất Thiên | 04:41      |
| 3.  | "Tiểu mỹ hảo" (Nhạc dạo)                                 | Dương Khải Y | Giải Nam     | Phùng Giai Kỳ |            |